# Ermita dels Peixets
La ermita dels Peixets, dedicada al Santísimo Sacramento, se encuentra situada a orillas del mar, en el margen derecho del barranco del Carraixet, en el municipio de Alboraya, de la comarca de La Huerta Norte, de la provincia de Valencia. Su expediente está incoado, no presentando todavía Anotación ministerial, pese a ello, la Dirección General de Patrimonio Cultural de la Consejería de Turismo, Cultura y Deportes de la Generalidad Valenciana, lo tiene inscrito con el código 46.13.013-002, como Bien de interés cultural.

## Descripción
Su construcción tiene como fin la conmemoración del milagro ocurrido, según cuenta la leyenda, en el siglo XIV (1348) en ese mismo lugar.
Se trata del llamado Milagro del Peixets, que consistió según las narraciones populares en el siguiente hecho milagroso; cuentan que el cura de Alboraya, tratando de llevar el viático a un fiel moribundo que vivía en Almácera (pueblo morisco en aquella época) tuvo que cruzar el barranco de Carraixet, cuando se vio sorprendido por un torrente de agua, lo que provocó que le cayera al agua el coborrio (especie de arquilla con cadena que se colgaba pendiente del cuello, y que anterioridad al Concilio de Trento usaban los sacerdotes cuando tenían necesidad de administrar la comunión fuera de la iglesia). El milagro se produjo cuando tres peces emergieron con las sagradas formas, depositándolas en el cáliz que llevaba el sacerdote.
La ermita presenta planta rectangular, de estilo neogótico y su construcción data del año 1901. La fachada está dividida verticalmente en tres tramos de los cuales el central es de mayor anchura, estando separados estos tramos por contrafuertes rematados con pináculos meramente decorativos. También el tramo central presenta el portal de entrada, la puerta de acceso se abre bajo arco conopial, y en sus hojas hechas en plancha de zinc presenta figuras alusivas al milagro; sobre ella, en letras cerámicas, la leyenda 'Ermita del Milagro - Año 1907'. Encima de la puerta principal puede observarse una oquedad con un arco apuntado que arranca de un voladizo. En los laterales pueden apreciarse a media altura, ventanas ojivales. El interior de la ermita tiene como cubierta una bóveda de cañón apuntado realizada en ladrillo; a los pies se encuentra el coro alto al que se accede por una escalera de caracol. El presbiterio, con barandilla metálica en los laterales, tiene dos gradas, el altar mayor es de mármol sostenido por dos columnas con un retablo de azulejos adosado a la pared con la representación del milagro. En la parte superior presenta un óculo. A la sacristía se accede desde los laterales del altar, atravesando unas puertas apuntadas. La cubierta exterior es de dos aguas.
Junto a ella está la Fuente dels Peixets, construida en 1959.
El lunes de Pentecostés se celebra una concurrida romería a la ermita, con comida comunitaria y distintos actos festivos y religiosos.